# Tiiu Kirsipuu
Pour les articles homonymes, voir Kirsipuu.
Tiiu Kirsipuu est une sculptrice estonienne née le 29 octobre 1957,.
Les créations de Kirsipuu vont d'une pièce de monnaie de quelques centimètres à une sculpture de 8 mètres de long. Ses œuvres présentent des formes à la fois réalistes et abstraites, et elle utilise de nombreux matériaux pour concrétiser ses idées. Parmi ses œuvres les plus connues figure la sculpture d'Oscar Wilde et d'Eduard Vilde [et] à Tartu,.

## Biographie
Tiiu Kirsipuu est née à Tartu, et a fréquenté l'école primaire et secondaire Miina Härma à Tartu de 1965 à 1975 et l'école secondaire n° 46 de Tallinn[et] de 1975 à 1976. En 1983, elle est diplômée de l'Institut d'État des arts appliqués de Tallinn de l'ESSR (aujourd'hui Institut national d'art d'Estonie), avec une spécialisation en sculpture,. Parmi ses professeurs figurait le sculpteur Kalju Reitel.
De 1983 à 1987, elle supervise un cours de sculpture au Palais des pionniers de Nõmme, de 1987 à 1993, elle est artiste indépendante et de 1993 à 2003, elle travaille comme chargée de cours à l'Académie estonienne des arts et de 2003 à 2019, comme chargée de cours à l'université de Tallinn. Depuis 2019, elle travaille comme artiste indépendante à Tallinn.
Elle a organisé des expositions individuelles en Estonie, en Finlande, en Allemagne, aux Pays-Bas, en France, en Chine, en Russie et en Belgique, et a participé à de nombreuses expositions collectives en Estonie et à l'étranger. Kirsipuu a participé à de nombreux symposiums et concours internationaux de sculpture et a créé des sculptures de neige et de glace. Elle a également conçu plusieurs plaques commémoratives, récompenses et sculptures commémoratives.
Kirsipuu a été l'organisatrice du symposium international de sculpture sur bois de Sagadi.
Elle est membre de l'Association des artistes estoniens depuis 1987 et de l'Association des sculpteurs estoniens [et].
En 2012, le film Tiiu Kirsipuu. Edu kood (Tiiu Kirsipuu. Code de la réussite) de Rein Raamat est sorti.

## Distinctions
- Ordre de l'Étoile blanche d'Estonie, 4e classe

## Galerie

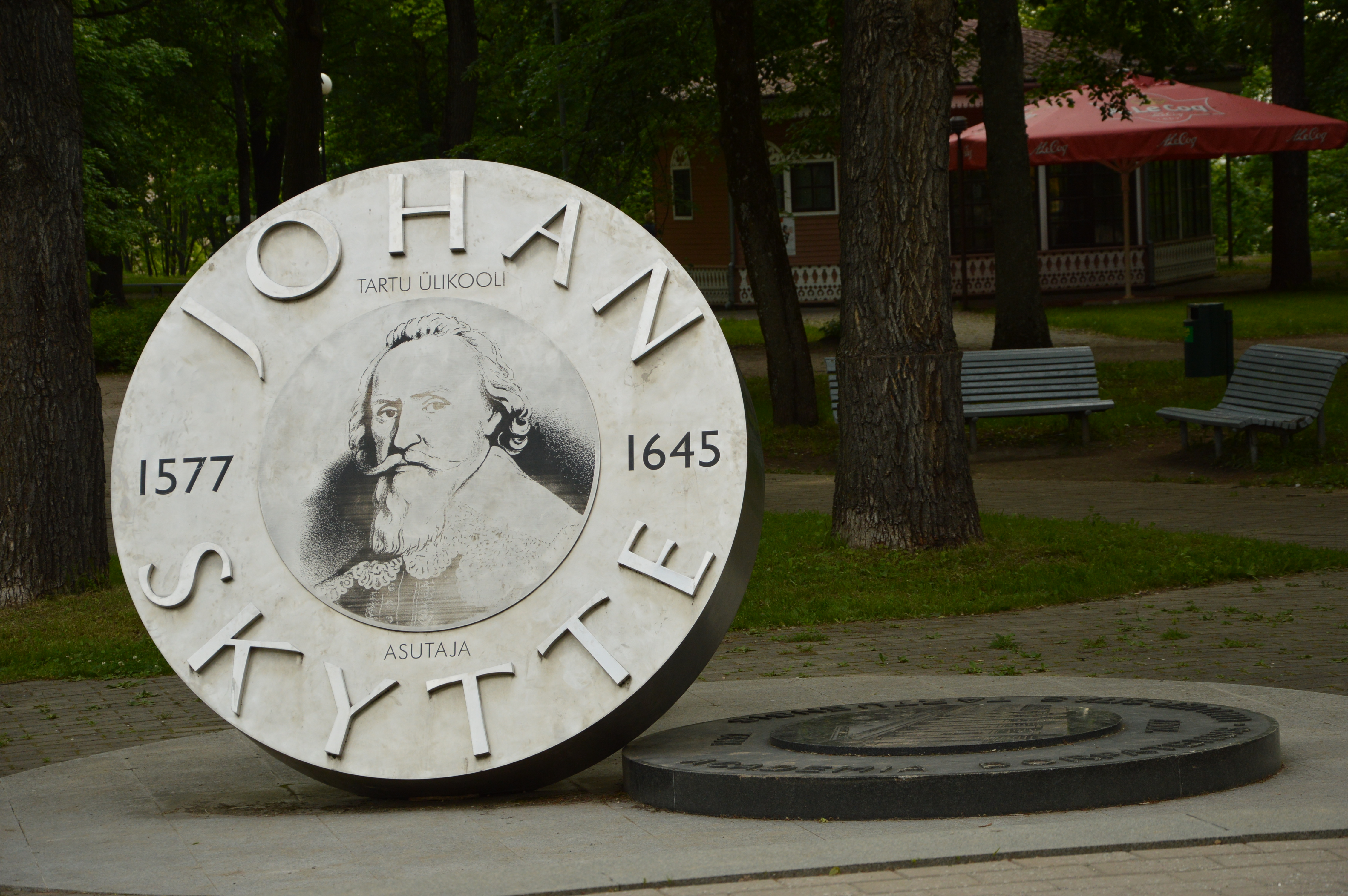
Johan Skytte monument.
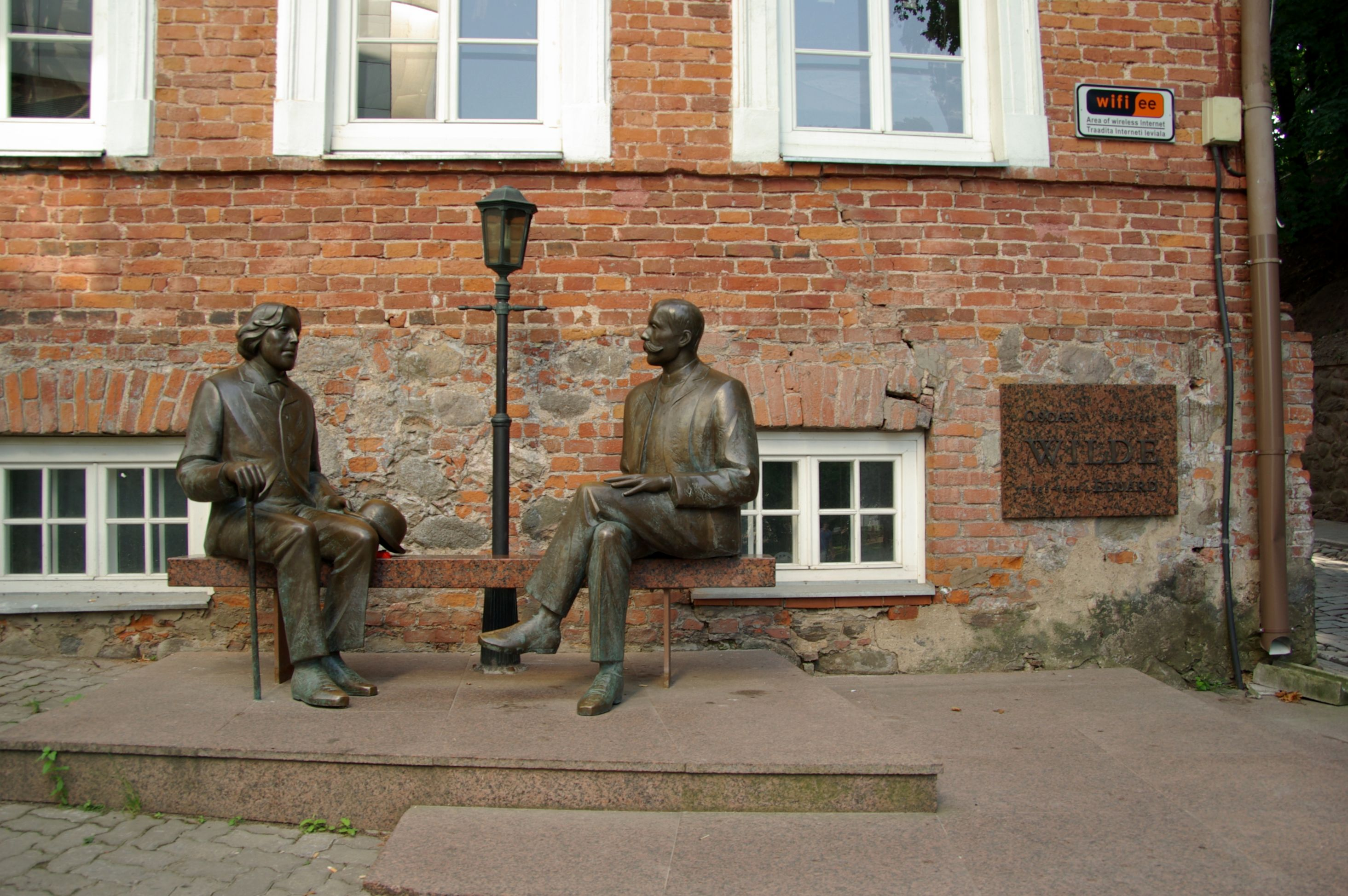
Oscar Wilde et Eduard Vilde dans Vallikraavi tänav (et).
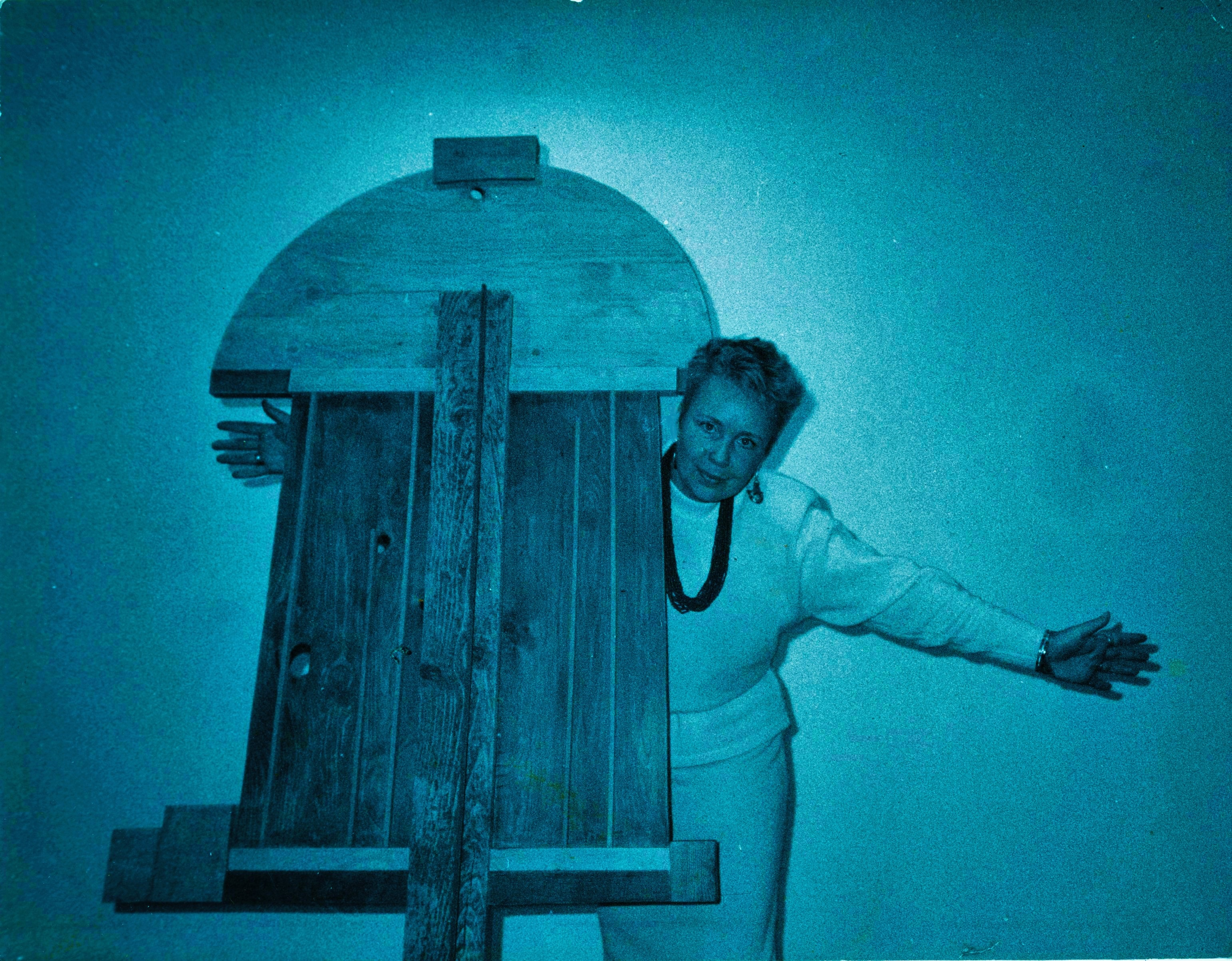
Tiiu Kirsipuu par Märt Bormeister noorem (et).